# Scolopendra cingulata
Scolopendra cingulata, tên trong tiếng Anh gồm có Megarian banded centipede, và Mediterranean banded centipede là một loài rết, và là "loaid rết scolopendromorph phổ biến nhất khu vực Địa Trung Hải".

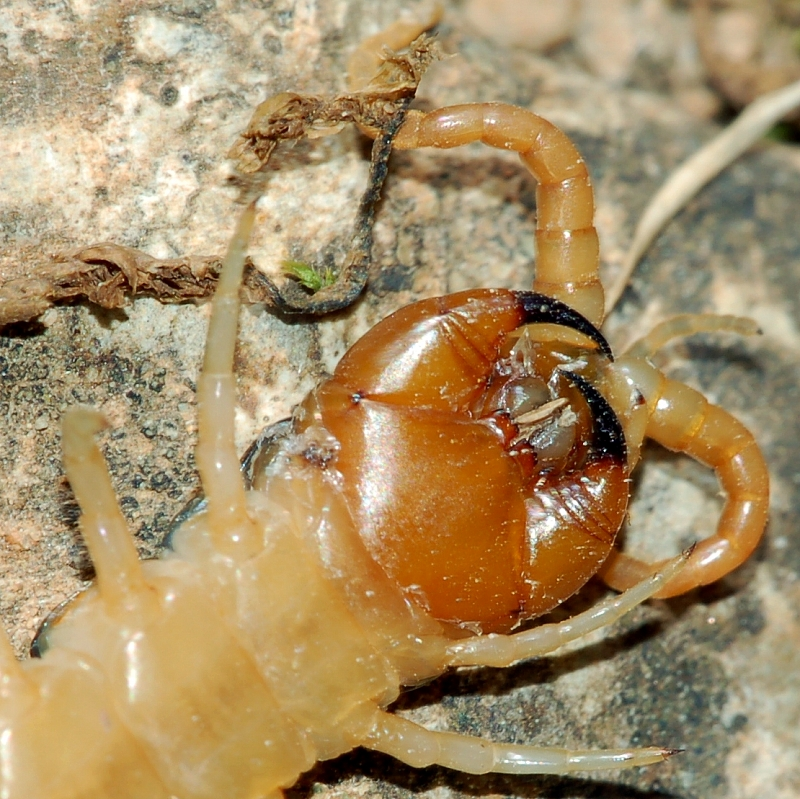
Phía dưới

Loài này có các dải đen vàng xen kẽ nhau. Với chiều dài khoảng 10–15 cm, Scolopendra cingulata là loài nhỏ nhất trong họ Scolopendridae. Nọc độc của nó cũng không độc như các loài rết scolopendridae khác.
Loài này phân bố rộng rãi và có thể được tìm thấy khắp phía nam châu Âu và xung quanh Địa Trung Hải, ở các quốc gia như Tây Ban Nha, Pháp, Ý, Hy Lạp và phía bắc châu Phi.
Scolopendra cingulata là loài sống trong hang, nó thích môi trường tối tăm, ẩm ướt như dưới dưới khúc gỗ và đống lá rụng.
Loài này di chuyển nhanh và hung hăng.
Scolopendra cingulata là loài ăn thịt cơ hội. Nó tấn công văn ăn các con vật không lớn hơn nó. Con mồi của nó gồm côn trùng và thằn lằn nhỏ.